# Power Macintosh xx00
Power Macintosh è il nome dato dalla Apple Inc. alla sua linea di computer dedicati al mercato professionale, basati sui processori PowerPC. La prima linea, composta da Power Macintosh 6100, Power Macintosh 7100 e Power Macintosh 8100, venne introdotta nel marzo 1994. L'ultimo modello dei Power Macintosh della prima serie venne presentato nel febbraio 1997 ed era il Power Macintosh 9600.

## Lista modelli

### PowerPC 603e

#### Twentieth Anniversary Macintosh
Il Twentieth Anniversary Macintosh (Macintosh dell'anniversario del ventennale) fu un computer presentato nel maggio del 1997 da Apple come computer commemorativo per il ventennale della fondazione dell'azienda. Doveva rappresentare lo stato dell'arte, il meglio disponibile al momento e quindi aveva un prezzo elevato rispetto agli altri computer.
Venne concepito come un progetto futuristico, il TAM (come viene chiamato affettuosamente da alcuni utenti) utilizzava un futuristico (per i tempi) schermo LCD a matrice attiva, una scheda grafica ATI 3D Rage II video chipset, un trackpad derivato da quello utilizzato dal PowerBook 3400, e una motherboard derivata dal Power Macintosh 6500 con un processore PowerPC 603 a 250 MHz. Il sistema può utilizzare un'unica risoluzione,800 x 600 a 16-bit di colore. Il computer era fornito col Mac OS 7.6.1 e in seguito era necessaria una versione speciale del Mac OS 8 per funzionare. La versione 9 e le versioni successive del Mac OS sono incompatibili col TAM.
L'uso della scheda madre del Power Macintosh 6500 consentiva delle possibilità inusuali per un computer del tempo. Una di queste opzioni era quella di inserire una scheda per sintonizzare la radio o vedere la TV tramite il computer. Per utilizzare queste schede o altre schede PCI però era necessario sostituire il coperchio posteriore con uno più capiente per problemi di spazio.
Il design del TAM era molto ricercato. Quando fu progettato si cercò di renderlo più simile a un oggetto d'arredo e meno a un classico computer: tutti i cavi furono nascosti posteriormente al sistema, e il case in metallo posizionato verticalmente e con il monitor integrato lo rendeva un oggetto esteticamente molto bello e ricercato. Per risparmiare spazio nel case il lettore CD-ROM fu collocato verticalmente e vennero utilizzati degli altoparlanti Bose per ottenere la massima qualità audio. L'alimentatore era esterno, e nel gruppo di alimentazione vi era integrato anche il Subwoofer sempre della Bose.
La piccola tastiera non aveva il tastierino numerico ma aveva un touchpad che poteva essere staccato e posizionato dove lo si ritenesse più comodo.
Il sistema inizialmente fu presentato come un prodotto elitario, destinato ad una piccola nicchia del mercato. Inizialmente il computer era venduto con un servizio di assistenza personalizzato che provvedeva a montare e configurare il computer a casa dell'utente. Il servizio venne abbandonato quasi subito date le scarse vendite del computer. Apple ne abbassò progressivamente il prezzo ma comunque le vendite erano sempre molto basse. Apple aveva realizzato 12000 TAM e le scorte rimanenti le vendette sottocosto ai suoi sviluppatori.
Nonostante le scarse vendite il TAM è un prodotto molto conosciuto. Le sue idee innovative (la disposizione verticale del computer ricorda l'iMac G5) e la sua linea futuristica gli hanno consentito di ritagliarsi una posizione di rilievo della storia dei Macintosh. Gli utenti del TAM erano molto affezionati al proprio computer e infatti vennero creati dalle terze parti schede di espansione per prolungare la vita del TAM.

### PowerPC 603ev

#### Power Macintosh 6400
Questo computer in realtà era stato progettato come Performa 6400, ma quando Apple decise di dismettere la famiglia Performa, rinominò il computer e lo inserì nella famiglia Power Macintosh.